# Kanton Campagnac
Kanton Campagnac (francouzsky Canton de Campagnac) je francouzský kanton v departementu Aveyron v regionu Midi-Pyrénées. Tvoří ho pět obcí.

## Obce kantonu
- Campagnac
- La Capelle-Bonance
- Saint-Laurent-d'Olt
- Saint-Martin-de-Lenne
- Saint-Saturnin-de-Lenne